# Veliki Ločnik
Veliki Ločnik je naselje v Občini Velike Lašče.